# Дозимо (Кремона)
Дозимо је насеље у Италији у округу Кремона, региону Ломбардија.
Према процени из 2011. у насељу је живело 834 становника. Насеље се налази на надморској висини од 45 м.